# Sebbe
Sebbe è un film drammatico del 2010 scritto, sceneggiato e diretto da Babak Najafi.

## Trama
Sebbe è un adolescente che vive solo con la madre in un modesto appartamento.

## Riconoscimenti
Guldbagge - 2010
Miglior film
Candidatura a miglior regista a Babak Najafi
Candidatura a miglior attore a Sebastian Hiort af Ornäs